# Untergrundstadt
Eine Untergrundstadt ist ein Tunnelnetzwerk, das Gebäude unterirdisch miteinander verbindet. In der Regel liegen diese in Innenstädten. Sie verbinden unter anderem Behörden, Einkaufszentren, Bahnhöfe und U-Bahn-Stationen miteinander. Der Zugang zu diesen Netzwerken wird meist über mehrere öffentliche Eingänge ermöglicht.
Untergrundstädte liegen manchmal in Städten, die sich in einer kalten Klimazone befinden, so dass das öffentliche Leben unabhängig vom Wetter vonstattengehen kann.
Die berühmteste Untergrundstadt ist die Ville intérieure in der kanadischen Stadt Montreal. Diese umfasst rund 32 Kilometer Tunnel und reicht über 12 Quadratkilometer, womit sie das weltweit längste Tunnelnetzwerk bildet. Das Tunnelsystem PATH in Toronto verfügt über die größten Ladenflächen.
In Deutschland gibt es in mehreren Städten größere Fußgängertunnelsysteme. In Frankfurt am Main existieren an zahlreichen U- und S-Bahnhöfen jeweils sogenannte B-Ebenen. In Hamburg sind die Bahnhöfe „Jungfernstieg“ und „Rathaus“ durch Fußgängertunnel miteinander verbunden. In Stuttgart verbindet eine größere Einkaufsstraße den Hauptbahnhof mit der Königstraße. In Nürnberg verbindet eine Passage ebenso den Hauptbahnhof mit der dortigen Königstraße. Daneben gibt es noch im U-Bahnhof Lorenzkirche ein weitverzweigtes Verteilergeschoss mit Geschäften und Anschluss an zwei Kaufhäuser. In München existieren mehrere unterirdische Zwischenetagen über U-Bahn-Stationen und S-Bahn-Tunnelbahnhöfen, die als Sperrengeschosse bezeichnet werden. Die beiden größten Tunnelsysteme der Stadt sind am Hauptbahnhof und der unter dem Karlsplatz (Stachus) gelegenen S- und U-Bahn-Station. Diese liegen nur 100 Meter voneinander entfernt und sind indirekt über ein Kaufhaus, das an beide Untergeschosse Anschluss hat, sowie über U-Bahn- und S-Bahn-Linien verbunden.
In der Schweiz besitzen Genf sowie Zürich (Shopville) größere unterirdische Einkaufszentren.
In Paris können längere Strecken zu Fuß unter Tage zurückgelegt werden, durch Benutzung des weitverzweigten Zugangs- und Verbindungstunnelnetzes der Metro. In einzelnen Stationen, wie z. B. Montparnasse, existieren sogar Laufbänder.
Die nordfranzösische Stadt Arras ist untertunnelt. Im Ersten Weltkrieg konnten die Alliierten Arras gegenüber allen Angriffen der Deutschen behaupten – maßgeblich dank eines gigantischen, unterhalb der Stadt angelegten Tunnelsystems, in dem bis zu 24.000 Soldaten untergebracht werden konnten.